# Pithecia milleri
Pithecia milleri  is een zoogdier uit de familie van de sakiachtigen (Pitheciidae). De wetenschappelijke naam van de soort werd voor het eerst geldig gepubliceerd door Joel Asaph Allen in 1914.

## Voorkomen
De soort komt voor in het zuidwesten van Colombia en het noordoosten van Ecuador.